# Фішбедле (озеро)
Фішбедле (фр. Fischboedle) — мілководне озеро у Верхньому Рейні, Франція, у комуні Мецераль. На висоті 794 м його площа поверхні становить 0,0005 км². Глибина озера різна, але оцінюється, не глибше 4 метри. Це найменше озеро в горах Вогези.

## Місцезнаходження
Озеро розташоване в долині Вормса біля підніжжя Хонек і Кастельберг. Його перетинає річку Вормзабахрунц, яка впадає у Вормсабах. Поруч з озером знаходиться Каскад де ла Вормса.

## Риба
Озеро містить кілька різновидів форелі (а саме струмкової та річкової форелі), що робить його популярним місцем для рибалок, які бажають здійснити похід.